# Mica

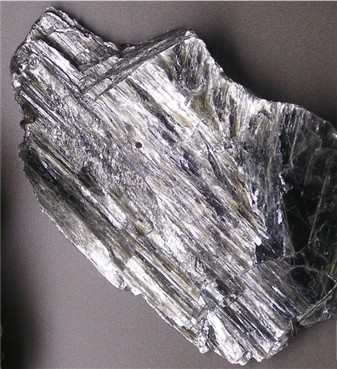
Frammento di mica

Le miche sono un gruppo di minerali appartenente alla sottoclasse dei fillosilicati. Le miche sono caratterizzate da una struttura a strati e una perfetta sfaldatura. Questi minerali generalmente cristallizzano nel sistema cristallino monoclino, con una tendenza a formare cristalli con morfologia pseudo-esagonale.

## Classificazione delle miche
La formula generale delle miche è:
X2Y4-6Z8O20(OH,F)4
dove
X rappresenta K+, Na+, Ca 2+ o meno comunemente Ba2+, Rb+ o Cs+, ecc.
Y rappresenta Al3+, Mg2+, Fe2+, Fe3+ o meno comunemente Mn2+, Mn3+, Cr3+, Ti4+, Li+, ecc.
Z rappresenta principalmente Si4+ o Al3+ ma può essere anche Fe3+ o Ti4+
Strutturalmente le miche possono essere classificate come di-ottaedriche ovvero con numero di ioni Y=4 e tri-ottaedriche con numero di ioni Y = 6. Inoltre, se lo ione X è K o Na la mica viene detta mica comune, mentre se lo ione X è rappresentato da Ca la mica è classificata come mica fragile.
| Di-ottaedriche  | Di-ottaedriche                           | Di-ottaedriche        | Di-ottaedriche                                      | Di-ottaedriche                          |
| --------------- | ---------------------------------------- | --------------------- | --------------------------------------------------- | --------------------------------------- |
|                 |                                          | X                     | Y                                                   | Z                                       |
| Miche comuni    | Muscovite Paragonite Glauconite          | K2 Na2 (K, Na)1.2-2.0 | Al4 Al4 (Fe, Mg, Al)4                               | Si6Al2 Si6Al2 Si7-7.6Al1.0-0.4          |
| Miche fragili   | Margarite                                | Ca2                   | Al4                                                 | Si4Al4                                  |
|                 |                                          |                       |                                                     |                                         |
| Tri-ottaedriche |                                          |                       |                                                     |                                         |
|                 |                                          | X                     | Y                                                   | Z                                       |
| Miche comuni    | Flogopite Biotite Zinnwaldite Lepidolite | K2 K2 K2 K2           | (Mg, Fe2+)6 (Mg, Fe, Al)6 (Fe, Li, Al)6 (Li, Al)5-6 | Si6Al2 Si6-5Al2-3 Si6-7Al2-1 Si6-5Al2-3 |
| Miche fragili   | Clintonite                               | Ca2                   | (Mg, Al)6                                           | Si2.5Al5.5                              |

### Miche di-ottaedriche
Miche comuni:
- Muscovite
- Paragonite
- Glauconite

Miche fragili:
- Margarite

### Miche tri-ottaedriche

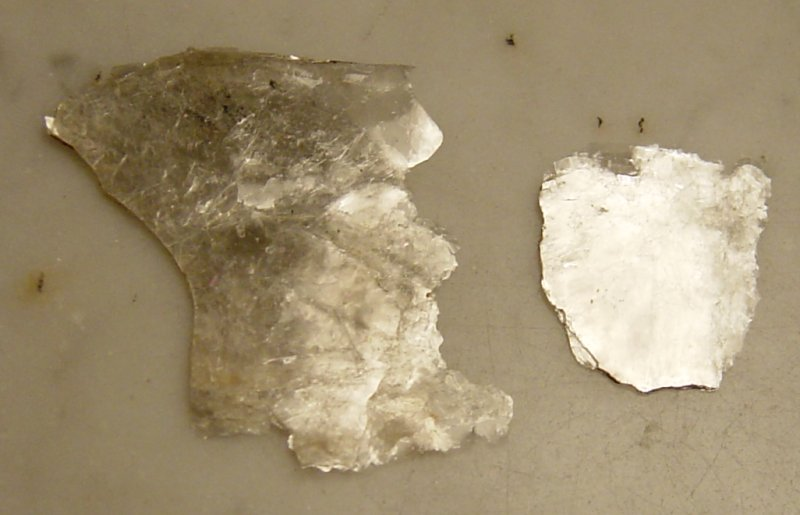
Fogli (lamelle) di mica

Miche comuni:
- Flogopite
- Biotite
- Zinnwaldite
- Lepidolite

Miche fragili:
- Clintonite

### Miche argillose
Le miche a grana molto fine che presentano tipicamente una maggiore variazione del contenuto in acqua o in ioni vengono definite in modo non formale miche argillose e includono:
- Idro-muscovite, con ione idronio H3O+ e K in luogo di X
- Illite, con minore K in luogo di X e in corrispondenza maggiore Si in luogo di Z
- Fengite, con Mg o Fe2+ in sostituzione di Al

Sia le miche di-ottaedriche sia quelle tri-ottaedriche se a grana fine possono essere denominate miche argillose.

## Struttura cristallina e cristallochimica
La struttura di base della mica è un pacchetto costituito da uno strato di cationi a coordinazione ottaedrica compreso tra due strati identici di tetraedri (Si,Al)O4 (pacchetto TOT). I gruppi ossidrili, insieme agli ossigeni agli apici dei tetraedri, completano la coordinazione ottaedrica dei cationi. Le miche sono costituite da un'alternanza di pacchetti TOT legati tra loro mediante cationi ad ampio raggio ionico ed elevato numero di coordinazione (cationi interstrato).
Gli strati tetraedrici e ottaedrici hanno simmetria ideale almeno trigonale, tuttavia se si considera il pacchetto TOT la simmetria si riduce a monoclina.
Nel caso di una struttura reale invece la posizione di alcuni atomi si discosta leggermente da quella corrispondente alla simmetria ideale, tuttavia ciascun piano atomico mantiene comunque una simmetria pseudo-trigonale.
Le miche comunemente cristallizzano nel sistema cristallino monoclino, anche se l’angolo cristallografico beta è prossimo a 90°. Le miche possono appartenere a tre classi cristalline: 1) sfenoidica (2); 2) domatica (m); 3) prismatica (2\m).
All'interno dei pacchetti TOT i legami chimici sono molto forti; mentre legami più deboli tengono uniti i pacchetti successivi. La distribuzione planare dei legami chimici più deboli causa la caratteristica sfaldatura lamellare della mica.
Tutte le miche hanno una stessa organizzazione spaziale degli atomi, questo fa sì che le loro caratteristiche (come la perfetta sfaldatura) siano comuni a tutto il gruppo.
Le miche comunemente contengono il 4-5% in peso di H2O.

## Abito cristallino
I cristalli di mica sono generalmente tabulari con sezione a losanga o esagonale con angoli di circa 60° e 120°, e assumono morfologie pseudo-ortorombiche o pseudo-esagonali.

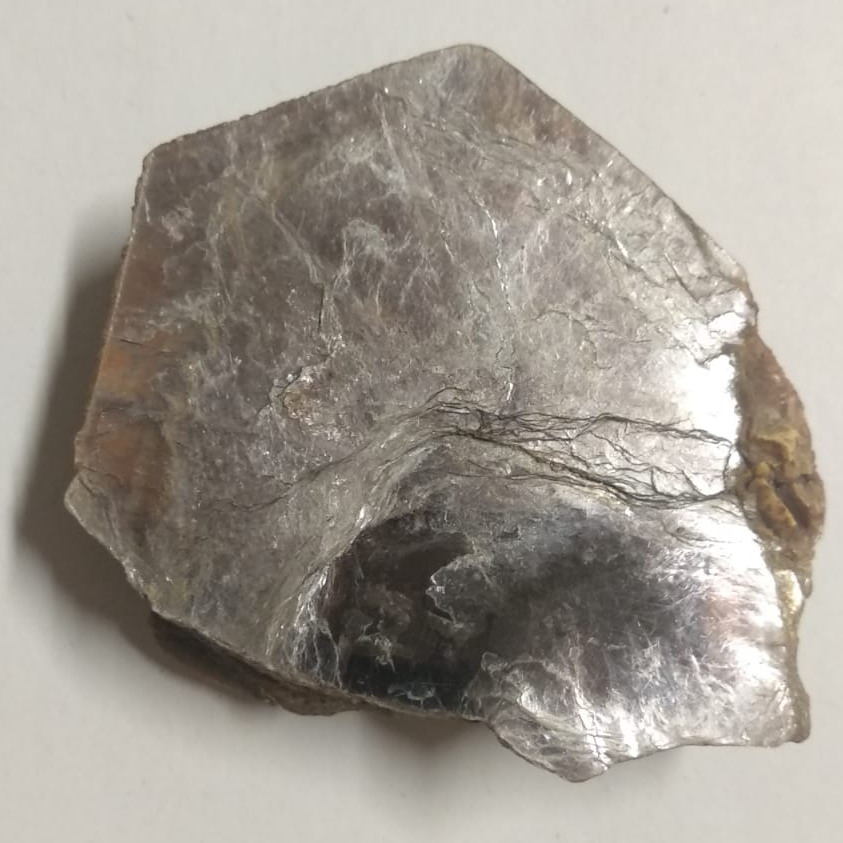
Frammento di mica dove si può notare l'angolo tipico di 120°.

## Politipismo e geminazione

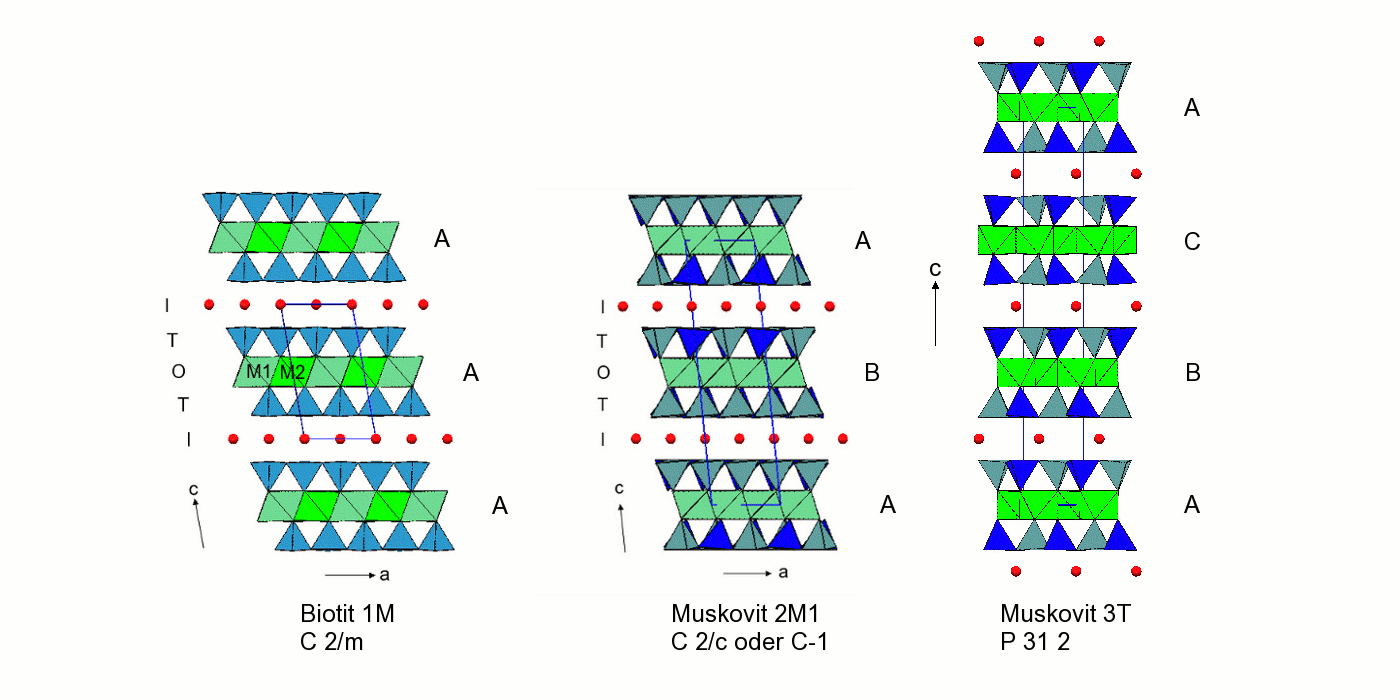
Struttura politipi mica 1M, 2M1, 3T

Nelle miche è frequente il politipismo cioè la formazione di polimorfi che differiscono per la sequenza di impilamento dei pacchetti TOT. Nei politipi le dimensioni della cella elementare secondo le due direzioni parallele agli strati sono identiche.
Nelle miche i politipi più importanti sono 1M (monoclino), 2M1 (monoclino) e 3T (trigonale).

## Etimologia
Si ipotizza che il termine “mica” derivi dal latino micare ovvero “brillare”, in riferimento all’aspetto brillante di questi minerali oppure da mica, “briciola”, poiché si sbriciolano con facilità.

## Diffusione
Miche particolarmente diffuse in natura sono la muscovite e biotite che partecipano alla costituzione, per esempio, del granito. In italia troviamo giacimenti in Veneto nella zona della valle del Mis ed in Toscana, a San Piero in Campo, Isola d'Elba, in Lombardia e in Piemonte nel biellese.
L'India, il Canada e gli Stati Uniti d'America sono i paesi di maggior produzione delle miche.

## Utilizzi
Le miche sono ottimi isolanti termici ed elettrici. Un esempio è la muscovite, poiché ha molti utilizzi nell'industria come isolante, anche se attualmente tende ad essere sostituita da materiali sintetici.
Generalmente, le miche costituite da lamine grandi e trasparenti, hanno applicazione industriale; invece, quelle in foglia più sottili sono utilizzate per paralumi, porte per stufe, occhiali di protezione, tubi per lampade e per diversi strumenti elettrici, visto la resistenza di questo minerale al calore.
Inoltre le lastre di mica pressate sono utilizzate nella costruzione delle serre, in sostituzione del vetro.
Le miche sono utilizzate principalmente nella cosmetica decorativa come pigmenti perlescenti. Questi minerali si possono mescolare tra di loro per ottenere una grande varietà di colori, con lo scopo di decorare carte e oggetti di chincaglieria.
Le miche non sono né idrosolubili né liposolubili.
Alcuni produttori di dentifrici utilizzano mica bianca in polvere sfruttandone il leggero effetto abrasivo per la pulizia della superficie dei denti. Anche le industrie delle vernici, dei rivestimenti, degli inchiostri da stampa e della plastica lo utilizzano.